# Renee Holmes
Renee M.M. Holmes (Gisborne, 21 dicembre 1999) è una rugbista a 15 neozelandese, estremo del Matatū e campionessa mondiale nel 2022 con le Black Ferns.

## Biografia
Figlia di un calciatore, Renee Holmes seguì inizialmente le orme paterne e prima di arrivare al rugby praticò anche taekwondo e ultimate freesbee.
A 16 anni entrò in un programma calcistico giovanile di interesse nazionale e fu selezionata tra le possibili partecipanti al campionato mondiale giovanile; si trasferì ad Auckland per giocare in una lega femminile, ma poi per incrementare la propria tecnica e forma fisica tornò nella sua località di famiglia e chiese l'autorizzazione per giocare in una squadra maschile; ottenuto il permesso fu schierata in campo e la propria squadra vinse, ma gli avversari presentarono ricorso ed ebbero vittoria a tavolino; lo stesso incidente si verificò una seconda volta qualche settimana dopo, sempre a seguito di una vittoria della propria squadra, dopodiché Holmes decise di abbandonare il calcio e passare al rugby.
Nel 2017, a 18 anni, entrò nella provincia rugbistica di Hawke's Bay, con cui esordì nel campionato femminile provinciale; nel 2018 fu a Bay of Plenty e, nel 2019, a Waikato, destinazione scelta per poter frequentare con comodità gli studi universitari ad Hamilton.
A fine 2020 debuttò con le Black Ferns contro le NZ Barbarians, anche se in un incontro senza valore di test match; l'esordio in tale senso avvenne a ottobre 2021 a Exeter contro l'Inghilterra; la sua provenienza dal calcio le tornò utile per l'esecuzione dei tiri piazzati, nei quali presentava una percentuale di realizzazione poco meno che doppia della migliore fino a quel momento, Ruahei Demant (61% contro 38%).
Nel 2022 Holmes fu messa sotto contratto dalla neoistituita franchise delle Matatū, che opera nella zona di Christchurch, e fu inclusa nella rosa che prese parte alla Coppa del Mondo 2021, in programma a ottobre e novembre 2022 causa slittamento di un anno imposto dalla pandemia di COVID-19; nella competizione scese in campo in tutti gli incontri meno uno nella fase a gironi, e alla vittoria finale che le diede il titolo di campionessa mondiale assommò un personale di 35 punti, terza miglior marcatrice del torneo insieme alla connazionale Portia Woodman e dietro l'inglese Emily Scarratt e la francese Caroline Drouin.

## Palmarès
- Coppe del mondo: 1
Nuova Zelanda: 2021
- Super Rugby Aupiki: 1
Matatū: 2023